# Tlingit-Kriegshelm
Der Tlingit-Kriegshelm ist eine Schutzwaffe aus Alaska.

## Beschreibung
Der Tlingit-Kriegshelm besteht in der Regel aus Hartholz. Es gibt verschiedene Versionen, die die Form eines menschlichen Gesichtes oder von Totemtieren wie Raben und Schwertwalen haben.  Zum Helm gehört eine Art Halskrause aus Holz, die auf den Schultern des Trägers aufliegt (siehe Weblinks). Im Inneren des Halsringes sind Lederbänder angebracht, um den Halsreif mit dem Helm zu verbinden. Auf der Vorderseite ist eine Leder- oder Pflanzenfaserschleife angebracht, die als Bissschlaufe während des Kampfes dient. Mit dieser Bissschlaufe kann der Helm zusätzlich gesichert oder auch bei Treffern die Zähne geschützt werden. Die Helme sind in verschiedener Weise mit Farben, Haaren oder Pflanzenfasern verziert. Neben den Kriegshelmen gibt es auch Helme, die zu kulturellen Zwecken dienen. Die kulturellen Helme sind meist ähnlich wie normale, europäische Hüte gearbeitet. Die Versionen sind sehr vielfältig.